# شرکت راه‌آهن داکین
شرکت راه‌آهن داکین (به چینی: 大秦铁路股份有限公司) شرکت ترابری چینی است، که در زمینه ارائه خدمات ترابری ریلی، مدیریت راه‌آهن فعالیت می‌کند.
شرکت راه‌آهن داکین در سال ۲۰۰۴ تأسیس شد و در سال ۲۰۱۲ با ارزش بازار ۱۶٫۰۵ میلیارد دلار، در فهرست فوربز جهانی ۲۰۰۰ رتبه ۶۴۱ از بزرگترین شرکت‌های جهان را به خود اختصاص داد.
دفتر مرکزی این شرکت در شهر داتونگ، شانشی قرار دارد و بخشی از سهام آن در بازار بورس شانگهای معامله می‌شود.